# 문화재 보존
문화재 보존, 사적 보존(Historic preservation)은 역사적으로 중요한 건물, 사물, 풍경 또는 기타 유물을 보존, 보존 및 보호하려는 노력이다. 20세기에 인기를 끌었던 철학적 개념으로, 수 세기에 걸쳐 발전한 산물인 도시는 세습 재산을 보호할 의무가 있다는 주장이다. 이 용어는 특히 원시림이나 황야 등의 보존을 의미하는 것이 아니라 건축 환경의 보존을 의미한다.

## 같이 보기
- 다양성관리
- 인종 차별
- 테세우스의 배
- 사회 정의
- 분류:철거한 건축물
- 분류:문화유산 단체